# Le Mauvais Chemin (film, 1925)
Pour les articles homonymes, voir Le Mauvais Chemin.
Pour plus de détails, voir Fiche technique et Distribution.
Le Mauvais Chemin (Ridin' the Wind) est un film américain réalisé en 1925 par Del Andrews.

## Synopsis
Un ancien cow-boy tente de remettre dans le droit chemin son jeune frère qui a rejoint une bande de hors-la-loi.

## Fiche technique
- Titre : Le Mauvais Chemin
- Titre original : Ridin' the Wind
- Réalisation : Del Andrews
- Scénario : Marion Jackson, Frances Marion (sous le pseudonyme de Frank M. Clifton)
- Photographie : Ross Fisher
- Production : Harry J. Brown Productions
- Pays de production : États-Unis
- Genre : western, muet
- Date de sortie : 1925

## Distribution
- Fred Thomson : Jim Harkness
- Lewis Sargent : Dick Harkness
- David Dunbar : Le chef de gang
- Jacqueline Gadsden : May Lacy
- Betty Scott : Dolly Dutton

## Autour du film
Le film fut distribué au Portugal à partir du 7 novembre 1927 sous le titre : A Recordação da Mãe.